# برومو كلورو الميثان
برومو كلورو الميثان هو مركب هالوميثان مختلط صيغته الكيميائية CH2BrCl، ويوجد في الشروط القياسية على هيئة سائل عديم اللون. يعرف هذا المركب أيضاً بالاسم التجاري هالون 1011 (Halon 1011).
يعد هذا المركب من الملوثات البيئية المعروفة، وتوقف إنتاجه نظراً لقدرته العالية على التسبب بنضوب الأوزون ozone depletion potential (ODP)، وذلك وفق بروتوكول مونتريال.

## التحضير
يحضر المركب من تفاعل ثنائي كلورو الميثان مع البروم بوجود الألومنيوم حفازاً؛ أو بالتفاعل مع بروميد الهيدروجين بوجود حفاز من كلوريد الألومنيوم.
{\displaystyle \mathrm {6\,CH_{2}Cl_{2}+3\,Br_{2}+2\,Al\rightarrow 6\,CH_{2}BrCl+2\,AlCl_{3}} }
{\displaystyle \mathrm {CH_{2}Cl_{2}+HBr{\xrightarrow {AlCl_{3}}}\ CH_{2}BrCl+\ HCl} }

## الخواص
يوجد المركب في الشروط القياسية على هيئة سائل عديم اللون، وهو عملياً صعب الامتزاج مع الماء. كما أن المركب حساس تجاه الضوء، ويتفكك عند درجات حرارة مرتفعة تتجاوز 400 °س.

## الاستخدامات
استخدم المركب في الماضي ضمن الوسائط المبرّدة في الثلاجات، وضمن المذيبات، وفي مطافئ الحريق.